# 無敵炫悟空
無敵炫悟空是美國B-Factory與SACHS ENTERTAINMENT GROUP，與日本Group TAC共同改編16世紀中葉中國小說《西遊記》的電視動畫節目。原本預定總共52話，因為收視率緣故最後只有13話提前結束。美國於1998年9月20日至1998年12月13日放映。根據Enoki Films的介紹，這部動畫是結合當時最新的2D與3D電腦動畫和Multiplane製作而成。
後來Sunsoft也根據這個動畫節目在家用遊戲主機PlayStation發行了同名遊戲在1999年12月1日在美國發售。
動畫版在臺灣的中視和衛視中文台播映時，節目的名稱為《無敵炫悟空》，2000年7月13日開始在臺灣地區販售的PlayStation同名遊戲則重新翻譯為《魔法悟空》。

## 故事
一颗流星坠落在花果山，从中诞生出孙悟空。自幼，他便追求神圣力量，并率领猴群与人类对抗，以守护家园。玉皇大帝得知此事后，派遣哪吒迎战悟空。战斗过后，悟空离开花果山，踏上冒险旅程。他拜须菩提为师，学会了分身术、变身术和召唤筋斗云。此举却引发玉皇大帝的警觉，导致他与天界战士再度交锋。
最终，玉皇大帝让悟空入天界服役作为惩罚。然而，悟空无法接受自己卑微的地位，愤而大闹天宫，击败天界军队。天将阿尉出面镇压，将他囚禁五百年。之后，路过的唐三藏将悟空解放，悟空答应护送他前往西方取经，从此踏上新的旅程。

## 主要角色
孫悟空 （Sun Wukong）
是本作的主角。悟空是從天上墜落到花果山的流星裡出生。在花果山裡逐漸成長驅逐前任猴王。是一隻救世主但是孤傲的猴子。他的頭上有著堅不可摧的金箍圈。頭堅硬的像石頭，所以有石猴的稱號。他的武器如意金箍棒是擁有神力的威力棒。
唐三藏 （Sanzoh）
唐僧的化身。他看到一隻大石頭手壓在小猴子悟空身上，背誦佛號解開悟空身上的大石頭。
白龍馬 （Runlay (White Dragon Horse)）
白龍馬是龍的靈魂也是龍王的女兒，她擁有可以利用龍球來掩飾自己的外表和召喚風暴的魔法能力，魔龍球是她魔力的來源。
須菩提 （Master Subodye (Subhuti)）
是悟空的師傅。
凡雅 （Fanya）
是悟空的初戀情人，個性非常友善，與悟空的年紀相仿。

## DVD
萬代南夢宮娛樂與Discotek Media於1999年在美國發行DVD，2018年再發行完整版DVD。
商品名稱：「Monkey Magic - Enter Stone Monkey」
- 發售日：1999年6月15日
- 收錄的集數：第1話～第4話

商品名稱：「Monkey Magic - The Celestial Heavens」
- 發售日：1999年7月27日
- 收錄的集數：第5話～第9話

商品名稱：「Monkey Magic - The Quest Begins」
- 發售日：1999年9月28日
- 收錄的集數：第10話～第13話

商品名稱：「Monkey Magic - Complete TV Series」
- 發售日：2018年9月25日
- 收錄的集數：第1話～13話(全)

## 漫畫版
日本集英社的『Ultra Jump』雜誌於2007年11月刊登，分別以漫畫《機巧童子》和《通靈王》成名的作家武井宏之以及恐怖電影《血戰：最後的吸血鬼》的人物設計師寺田克也共同合著《Monkey Magic》總共8頁的特別番外篇全彩漫畫。講述一名五歲的勇士，他從一顆石頭中重生後恢復失落的王國的故事。武井宏之也為雜誌設計彩色海報。

## 電子遊戲
遊戲名稱《Monkey Magic》是由Mpen開發，後由Sunsoft在PlayStation平台發行的單人闖關遊戲。
- 美國：1999年12月1日
- 臺灣：2000年7月13日
- 日本：2000年7月13日

## 製作
- 導演：小華和為雄
- CG製作人：Hiroshi Arima
- 製作人：櫻井武司
- CG導演：Hiroshi Arima
- 人物設計原案：松下進 (漫畫家)
- 人物設計：太田雅彦
- 音樂：鈴木俊（Alex Wilkinson）
- 腳本編劇：Larry Parr、吉川惣司
- 演出：增井壯一
- 編輯：片桐公一
- 錄音：蝦名恭範
- 動畫製作：SACHS ENTERTAINMENT GROUP、Group TAC
- 製作協力：Enoki Films USA
- 製作：B-FACTORY CO., LTD

## 主題歌

### 美國版本
開場主題歌
歌名「The Toms」
- - 主唱：Thomas Marolda

閉幕主題歌
歌名「Kiotoshi」
- - 主唱：喜多郎

### 日本版本
開場主題歌
歌名「Holy Mission」
- - 主唱：Raphael

閉幕主題歌
歌名「F〈エフ〉」
- - 作詞：康珍化
  - 作曲·編曲：濱田金吾
  - 主唱：アンジェリーク Angelique

## 外部連結
- Monkey Magic的官方網站 （页面存档备份，存于）